# Фукей-Мару №9
Фукей-Мару № 9 (Fukei Maru No 9) — транспортне судно, яке під час Другої світової війни взяло участь у операціях японських збройних сил в архіпелазі Бісмарка.
На початку 1944-го судно виконувало рейс у районі архіпелага Бісмарка, де було потужне японське угруповання, яке вело боротьбу за Соломонові острови та Нову Гвінею (втім, на той час японські сили в архіпелазі вже були на межі виснаження і через два місяці стануть повністю відрізаними). 17 січня 1944-го в районі за сотню кілометрів на захід від острова Новий Ганновер Фукей-Мару № 9 було потоплене внаслідок атаки літаків B-24 «Ліберейтор». Є дані, що це сталось під час нападу на конвой, внаслідок чого також загинуло більше судно Чибурі-Мару.